# Van-Urk-Reaktion
Die Van-Urk-Reaktion ist eine nach dem niederländischen Apotheker Hendrik Willem van Urk benannte nass-chemische Nachweisreaktion auf Indole mit Hilfe des Van-Urk-Reagenz, einer Mischung aus Eisen(III)-chlorid, Schwefelsäure und Dimethylaminobenzaldehyd. Indole reagieren mit dem Van-Urk-Reagenz unter Bildung einer charakteristischen Blaufärbung, die zur photometrischen Quantifizierung und zur dünnschichtchromatographischen Detektion genutzt werden kann.
Diese Reaktion wurde 1929 ursprünglich als Nachweis für Mutterkornalkaloide entwickelt. In seiner ursprünglichen Version beruht er auf einer photochemischen Reaktion eines Mutterkornalkaloids mit Dimethylaminobenzaldehyd. Allport and Cocking fügten Eisen(III)-chlorid hinzu, wodurch die Reaktion beschleunigt werden konnte und lichtunabhängig wurde. Zahlreiche weitere Varianten dieser Reaktion sind in der Literatur beschrieben.